# NGC 2921
NGC 2921 (również PGC 27214) – galaktyka spiralna z poprzeczką (SBa/P), znajdująca się w gwiazdozbiorze Hydry. Odkrył ją William Herschel 24 grudnia 1786 roku.